# Glauconycteris kenyacola
Glauconycteris kenyacola é uma espécie de morcego da família Vespertilionidae. Endêmica do Quênia, onde é conhecida apenas da localização-tipo: Estrada Galole, 8.5 km ao norte de Garsen, Província da Costa.